# Chile en la Copa Mundial de Fútbol de 1930
La selección de Chile fue una de las trece participantes de la primera Copa Mundial de Fútbol, disputada en Uruguay entre el 13 y 30 de julio de 1930.
Estuvo incluida en el Grupo 1, enfrentándose en primera ronda a México, Francia y Argentina. Recibió a favor el primer autogol y tiro penal en la historia del campeonato.

## Preparativos

### Contexto

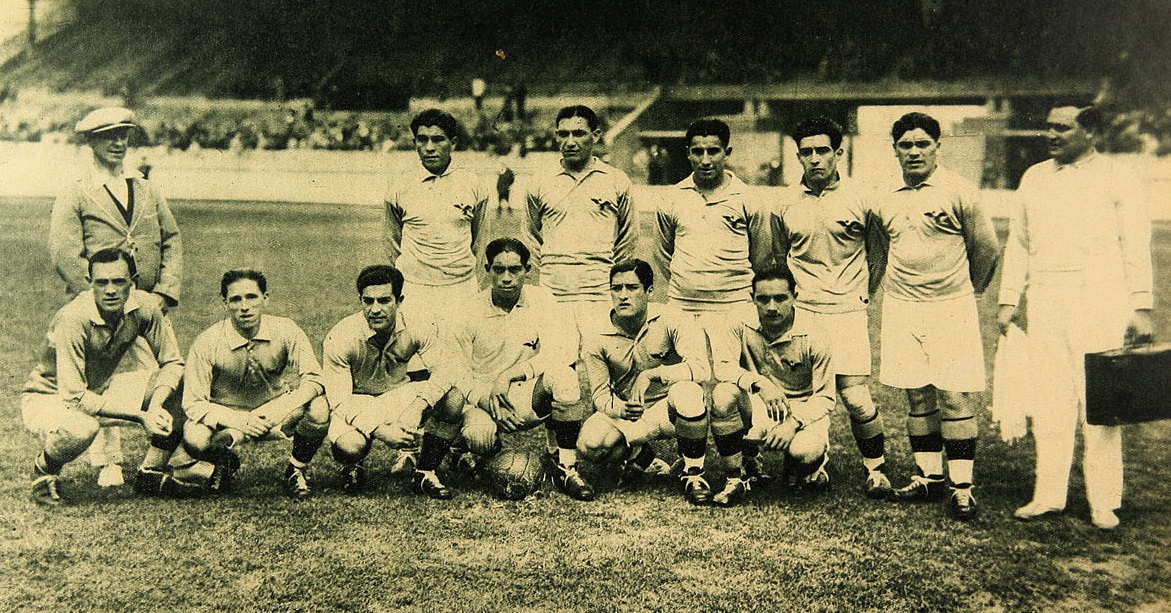
Alineación de la selección chilena ante por los Juegos Olímpicos de Ámsterdam 1928.

La primera selección chilena se conformó en 1910 para participar de la Copa Centenario Revolución de Mayo en Buenos Aires, Argentina, y su primer encuentro fue un amistoso previo al campeonato, en donde el equipo nacional fue derrotado por 1:3 por el combinado argentino. Los primeros encuentros oficiales comenzaron con la disputa del Campeonato Sudamericano en 1916, y la primera victoria llegó en 1926, al derrotar por 7:1 a Bolivia en el Campeonato Sudamericano realizado en Chile.
En 1928 la selección de Chile tuvo su primera participación en un campeonato de carácter mundial, al tomar parte de la ronda previa al torneo de fútbol de los Juegos Olímpicos de Ámsterdam, en donde se enfrentó a Portugal. Con la derrota chilena por 2:4, el conjunto nacional ganó un «torneo de consuelo» frente a Bélgica, México y Países Bajos.
Durante el torneo de Ámsterdam la FIFA organizó un congreso donde decidió organizar un campeonato mundial independiente de los Juegos Olímpicos, y anunció, luego del Congreso de 1929 celebrado en Barcelona, que Uruguay sería el anfitrión de la primera Copa Mundial de Fútbol.

### Clasificación
Esta primera edición de la Copa Mundial de Fútbol fue la única que no tuvo una etapa clasificatoria, ya que todos los equipos afiliados a la FIFA estaban invitados a participar del torneo. Sin embargo, no todos los equipos quisieron asistir al evento, especialmente los países europeos, con la argumentación de los altos costos que implicaba el viaje a través a Sudamérica y la fuerte crisis económica que había azotado en el último año.
La ausencia de gran parte de los equipos europeos —solo asistirían Bélgica, Francia, Rumania y Yugoslavia— hizo que los países americanos se cuadraran en torno al anfitrión, y, para demostrar su apoyo, las selecciones de Argentina, Bolivia, Brasil, Estados Unidos, México, Paraguay, Perú y Chile aceptaron la invitación.

### Nóminas y preparación

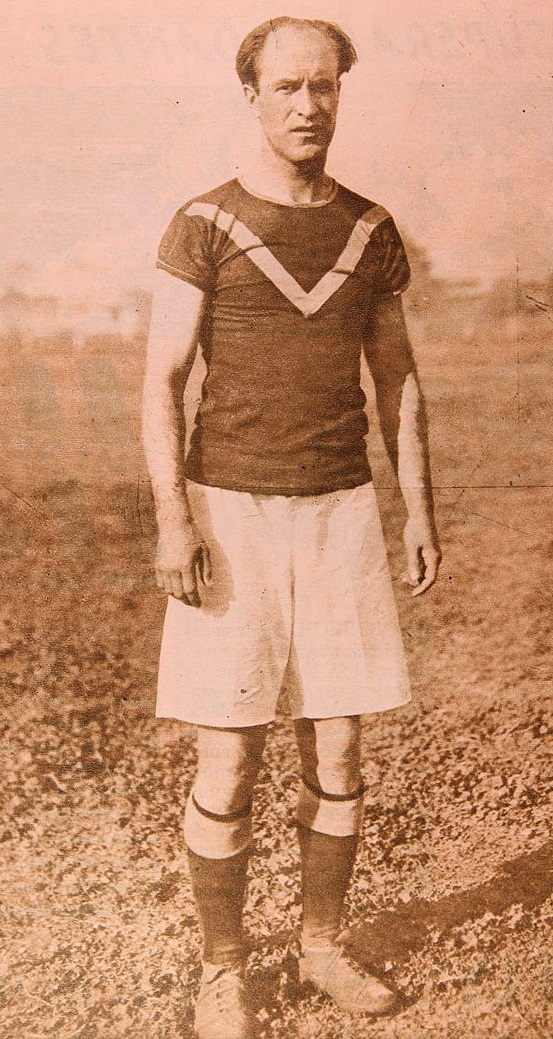
El húngaro Jorge Orth, entrenador de la selección de Chile.

Con el apoyo y la asistencia confirmada, la Federación de Football contrató al entrenador húngaro Jorge Orth, exseleccionado de su país, y a su ayudante Enrique Teuche, exseleccionado de Chile. Además, organizó el Campeonato Nacional, un torneo entre selecciones de ciudades y equipos, para comenzar a realizar una preselección que abarcara lo más posible la totalidad del territorio nacional.
A fines de abril de 1930 se realizó la primera nómina de 32 jugadores, y, cuando ya quedaban pocas semanas para el inicio del Mundial, los futbolistas convocados se concentraron en la Escuela de Carabineros de Chile. El régimen de preparación incluía trotar por las calles aledañas, gimnasia en la cancha de la escuela, masajes, y en la tarde realizar ejercicios con balón.
Previo a dar la nómina oficial que viajaría a Montevideo, se crearon dos equipos entre los jugadores convocados para realizar diversos encuentros preparativos. Los blancos vencieron el 15 de junio a Unión Española por 2:0, y los azules hicieron lo propio frente a Audax Italiano por 4:1. Días después, los blancos derrotaron 1:0 a Magallanes y los azules empataron 3:3 frente a Badminton. El 22 de junio, en los últimos partidos amistosos en Santiago, los azules golearon por 7:1 a Audax Italiano, y los blancos superaron por 6:0 a la selección de la Asociación de Santiago.

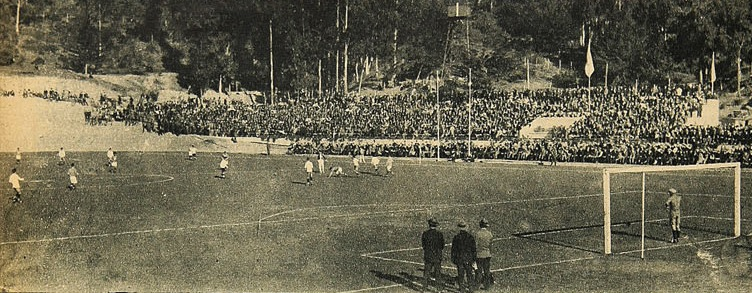
Encuentro amistoso entre los jugadores concentrados para el Mundial y el conjunto de la Asociación de Valparaíso.

El día 23 de junio Orth hizo pública la nómina de 23 jugadores que irían al campeonato. Este plantel disputó unos amistosos con la Asociación de Valparaíso, en donde los azules —equipo titular— empataron con la selección de Valparaíso, y los blancos perdieron 1:2 frente al cuadro B porteño. Esto llevó a Orth a realizar cambios en la nómina, al integrar en la selección mundialista al defensa Ulises Poirier de La Cruz y al half derecho Casimiro Torres de Everton. De este modo, fueron 19 los futbolistas que figuraron en la nómina final.

### Viaje
El jueves 3 de julio a las 7:30 h, en medio de una gran multitud, la selección chilena tomaba en la Estación Mapocho la combinación ferroviaria trasandina hacia Mendoza. Fueron despedidos por el cónsul uruguayo en Chile Domingo Pacull, y por el director general de Educación Física Osvaldo Kolbach, quien les entregó a los dirigentes una bandera chilena de seda.
Tras cruzar la cordillera de los Andes y llegar a Mendoza, la delegación chilena tomó rumbo prontamente hacia Buenos Aires. El día 5 de julio pasaron la noche en el Hotel Retiro de la capital argentina, y los dirigentes fueron festejados por sus pares de la Asociación Amateurs Argentina de Football.
El domingo 6 de julio el conjunto nacional cruzó el Río de la Plata para llegar al puerto de Montevideo a las 18:30 h, en conjunto con el representativo peruano, que había llegado a Valparaíso a borde del buque Orcoma el 2 de julio, antes de coincidir con Chile en Buenos Aires. Luego de desembarcar la delegación chilena participó de una ceremonia en la Plaza Independencia, a los pies del Monumento a Artigas, en donde además estuvieron presentes el presidente de la FIFA Jules Rimet, dirigentes de la Asociación Uruguaya de Fútbol y de los clubes Defensor y Misiones. Luego de la ceremonia el cuadro chileno fue acompañado al Hotel des Anglais, ubicado en el barrio de Pocitos, donde se quedaría durante el evento.

## Jugadores
| Nombre              | Posición      | Edad | Club                        |
| ------------------- | ------------- | ---- | --------------------------- |
| Roberto Cortés      | Portero       | 25   | Colo-Colo                   |
| César Espinoza      | Portero       | 22   | Santiago Wanderers          |
| Víctor Morales      | Defensa       | 25   | Colo-Colo                   |
| Ulises Poirier      | Defensa       | 33   | La Cruz                     |
| Guillermo Riveros   | Defensa       | 28   | La Cruz                     |
| Ernesto Chaparro    | Defensa       | 29   | Colo-Colo                   |
| Humberto Elgueta    | Mediocampista | 25   | Santiago Wanderers          |
| Guillermo Saavedra  | Mediocampista | 26   | Colo-Colo                   |
| Arturo Torres       | Mediocampista | 23   | Colo-Colo                   |
| Casimiro Torres     | Mediocampista | 24   | Everton                     |
| Carlos Schneeberger | Delantero     | 28   | Colo-Colo                   |
| Carlos Vidal        | Delantero     | 28   | Colo-Colo                   |
| Eberardo Villalobos | Delantero     | 22   | Rangers de Osorno           |
| Guillermo Subiabre  | Delantero     | 27   | Colo-Colo                   |
| Tomás Ojeda         | Delantero     | 20   | Boca Juniors de Antofagasta |
| Juan Aguilera       | Delantero     | 26   | Audax Italiano              |
| Guillermo Arellano  | Delantero     | 21   | Colo-Colo                   |
| Arturo Coddou       | Delantero     | 25   | Lord Cochrane               |
| Horacio Muñoz       | Delantero     | 34   | Fernández Vial              |
| DT Jorge Orth       |               |      |                             |

## Participación

El gol chileno ante Francia.

### Formato
Con 13 equipos participantes los organizadores decidieron que los equipos se dividirían en cuatro grupos: tres grupos con tres participantes y un grupo con cuatro. Por cada victoria, el equipo ganador se adjudicaría dos puntos, el perdedor ninguno, y en caso de empate ambos recibirían un punto. El ganador de cada grupo pasaría a las semifinales, y en caso de igualdad de puntaje, se emplearía la diferencia de goles.
Con todas las delegaciones ya en Montevideo, el sorteo se realizó la noche del 7 de julio, en donde Chile fue ubicado en el grupo A en conjunto con Argentina, Francia y México. Los directivos de las selecciones ubicadas en el grupo A se reunieron el 9 de julio para ordenar el calendario de los partidos.

### Primera fase

#### Chile - México

##### Resumen
El miércoles 16 de julio de 1930 a las 14:45 las selecciones de Chile y México se enfrentaban en el Estadio Parque Central, uno de los recintos designados para los primeros partidos, ya que el Estadio Centenario no se encontraba listo para su inauguración. El encuentro fue arbitrado por el belga Henry Christophe ante un poco más de 9000 espectadores. Chile formó con un 2-3-5, con Roberto Cortés al arco, Ulises Poirier y Víctor Morales en defensa, Humberto Elgueta, Guillermo Saavedra y Arturo Torres en el mediocampo, y el capitán Carlos Schneeberger, Carlos Vidal, Eberardo Villalobos, Guillermo Subiabre y Tomás Ojeda en la delantera, de derecha a izquierda.
Luego de la entonación de los himnos por la banda municipal, el capitán Schneeberger movía por primera vez el balón para Chile en una cita mundalista. Al minuto 3, Ojeda tiró un centro que fue cabeceado por Subiabre primero y luego Villalobos, para llegar a Vidal, quien logró abrir el marcador y anotar el primer gol de Chile en la Copa del Mundo, al superar al arquero mexicano Isidoro Sota.

##### Ficha del partido
| 16 de julio de 1930, 14:45                                                    | Chile | 3:0 (1:0) | México                                                                                    | Estadio Parque Central, Montevideo                         |                                                            |
|                                                                               | Cortés; Poirier, Morales; Elgueta, Saavedra, A. Torres; Schneeberger , Vidal, Villalobos, Subiabre, Ojeda · Vidal 3', 65' · M. Rosas 51' (a.g.) | Reporte   | Sota; R. Garza , M. Rosas; Amezcua, Sánchez, F. Rosas; López, Gayón, Ruiz, Carreño, Pérez | Asistencia: 9249 espectadores Árbitro(s): Henry Christophe | Asistencia: 9249 espectadores Árbitro(s): Henry Christophe |
| Manuel Rosas fue el primer jugador en anotar un autogol en la Copa del Mundo. | |           |                                                                                           |                                                            |                                                            |

#### Chile - Francia

##### Ficha del partido
| 19 de julio de 1930, 12:50 | Chile | 1:0 (0:0) | Francia                                                                                                | Estadio Centenario, Montevideo                          |                                                         |
|                            | Cortés; Chaparro, Riveros; A. Torres, Saavedra, C. Torres; Schneeberger , Vidal, Villalobos, Subiabre, Ojeda · Subiabre 65' | Reporte   | Thépot; Capelle, Mattler; Chantrel, Delmer, Villaplane ; Libérati, Delfour, Pinel, Veinante, Langiller | Asistencia: 2000 espectadores Árbitro(s): Aníbal Tejada | Asistencia: 2000 espectadores Árbitro(s): Aníbal Tejada |

#### Chile - Argentina

##### Ficha del partido
| 22 de julio de 1930, 14:45 | Argentina | 3:1 (2:1) | Chile | Estadio Centenario, Montevideo                            |                                                           |
|                            | Bossio; Della Torre, Paternoster; Evaristo, Monti, Orlandini; Peucelle, Varallo, Stábile, Ferreira , Evaristo · Stábile 12', 13' · Evaristo 51' | Reporte   | Cortés; Chaparro, Morales; A. Torres, Saavedra, C. Torres; Aguilera, Vidal, Villalobos, Subiabre , Arellano · Subiabre 15' | Asistencia: 41 459 espectadores Árbitro(s): Jean Langenus | Asistencia: 41 459 espectadores Árbitro(s): Jean Langenus |

#### Tabla de posiciones
| Equipo    | Pts. | PJ | PG | PE | PP | GF | GC | Dif |
| --------- | ---- | -- | -- | -- | -- | -- | -- | --- |
| Argentina | 6    | 3  | 3  | 0  | 0  | 10 | 4  | 6   |
| Chile     | 4    | 3  | 2  | 0  | 1  | 5  | 3  | 2   |
| Francia   | 2    | 3  | 1  | 0  | 2  | 4  | 3  | 1   |
| México    | 0    | 3  | 0  | 0  | 3  | 4  | 13 | -9  |

## Estadísticas

### Posición final
| Equipo | Equipo         | Pts | PJ | PG | PE | PP | GF | GC | Dif | Rend  |
| ------ | -------------- | --- | -- | -- | -- | -- | -- | -- | --- | ----- |
| 1      | Uruguay        | 8   | 4  | 4  | 0  | 0  | 15 | 3  | +12 | 100%  |
| 2      | Argentina      | 8   | 5  | 4  | 0  | 1  | 18 | 9  | +9  | 80,0% |
| 3      | Estados Unidos | 4   | 3  | 2  | 0  | 1  | 7  | 6  | +1  | 66,6% |
| 4      | Yugoslavia     | 4   | 3  | 2  | 0  | 1  | 7  | 7  | 0   | 66,6% |
| 5      | Chile          | 4   | 3  | 2  | 0  | 1  | 5  | 3  | +2  | 66,6% |
| 6      | Brasil         | 2   | 2  | 1  | 0  | 1  | 5  | 2  | +3  | 50,0% |
| 7      | Francia        | 2   | 3  | 1  | 0  | 2  | 4  | 3  | +1  | 33,3% |
| 8      | Rumania        | 2   | 2  | 1  | 0  | 1  | 3  | 5  | -2  | 50,0% |
| 9      | Paraguay       | 2   | 2  | 1  | 0  | 1  | 1  | 3  | -2  | 50,0% |
| 10     | Perú           | 0   | 2  | 0  | 0  | 2  | 1  | 4  | -3  | 0,00% |
| 11     | Bélgica        | 0   | 2  | 0  | 0  | 2  | 0  | 4  | -4  | 0,00% |
| 12     | Bolivia        | 0   | 2  | 0  | 0  | 2  | 0  | 8  | -8  | 0,00% |
| 13     | México         | 0   | 3  | 0  | 0  | 3  | 4  | 13 | -9  | 0,00% |